# Bloeizone Fryslân Tour
Die Bloeizone Fryslân Tour (bis 2021 Healthy Ageing Tour, bis 2016 Energiewacht Tour) war ein Etappen-Radrennen für Frauen in den Niederlanden.
Das Rennen wurde von 2011 bis 2022 – in der Regel im April – ausgetragen. Es entstand aus dem eintägigen Rennen Omloop door Middag-Humsterland und fand in der Gegend um Groningen statt. Es ging über fünf Etappen und war vom Weltradsportverband Union Cycliste Internationale in der Kategorie 2.2 klassifiziert. 
In die Siegerlisten konnten sich nur deutsche und niederländische Fahrerinnen eintragen. Rekordsiegerin ist Ellen van Dijk mit fünf Erfolgen.

## Palmarès
| Jahr | Sieger              | Zweiter              | Dritter           |          |
| ---- | ------------------- | -------------------- | ----------------- | -------- |
| 2011 | Adrie Visser        | Loes Gunnewijk       | Marianne Vos      |          |
| 2012 | Ina-Yoko Teutenberg | Ellen van Dijk       | Marianne Vos      |          |
| 2013 | Ellen van Dijk      | Loes Gunnewijk       | Kirsten Wild      |          |
| 2014 | Lucinda Brand       | Vera Koedooder       | Trixi Worrack     |          |
| 2015 | Lisa Brennauer      | Trixi Worrack        | Christine Majerus |          |
| 2016 | Ellen van Dijk      | Annemiek van Vleuten | Lisa Brennauer    |          |
| 2017 | Ellen van Dijk      | Anna van der Breggen | Lisa Brennauer    |          |
| 2018 | Amy Pieters         | Chantal Blaak        | Christine Majerus |          |
| 2019 | Lisa Klein          | Ellen van Dijk       | Kirsten Wild      |          |
| 2020 | abgesagt            | abgesagt             | abgesagt          | abgesagt |
| 2021 | Ellen van Dijk      | Lisa Brennauer       | Emma Norsgaard    |          |
| 2022 | Ellen van Dijk      | Riejanne Markus      | Marlen Reusser    |          |